# Sphaerulina oryzina
Sphaerulina oryzina är en lavart som beskrevs av Hara 1918. Sphaerulina oryzina ingår i släktet Sphaerulina och familjen Mycosphaerellaceae.   Inga underarter finns listade i Catalogue of Life.